# Edwin Mena
Edwin Mena (nascido em 23 de agosto de 1958) é um ex-ciclista olímpico equatoriano. Representou seu país durante os Jogos Olímpicos de Verão de 1980, na prova de perseguição por equipes.